# Usine à accréditations
Une usine à accréditations (en anglais : accreditation mill) sont des organisations non reconnues par l’État qui vendent des accréditations sans procéder à une évaluation objective, elles sont comparables aux usines à diplômes et sont souvent associées à celles-ci,.